# Pedrinhas
Pedrinhas es un municipio brasileño del estado de Sergipe. El nombre de la ciudad de Pedrinhas, a 89 kilómetros de Aracaju, surgió en como resultado del Molino Pedrinhas, construido en la segunda mitad del siglo XIX en tierras de los municipios de Arauá e Itabaianinha.

## Geografía
Se localiza a una latitud 11º11'30" sur y a una longitud 37º40'26" oeste, estando a una altitud de 165 metros. Su población estimada en 2004 era de 8.249 habitantes.
Posee un área de 39,93 km².